# Pokklaw Anan
Pokklaw Anan (en tailandés: ปกเกล้า อนันต์; Bangkok, Tailandia, 4 de marzo de 1991) es un futbolista de Tailandia que juega en la posición de mediapunta. Desde el 2017 juega en el Bangkok United de la Liga de Tailandia.

## Carrera

### Club
| Periodo   | Club             | Apariciones | Goles |
| --------- | ---------------- | ----------- | ----- |
| 2009–2010 | Thai Honda FC    | 28          | 3     |
| 2011–2015 | Police United FC | 89          | 13    |
| 2016      | Chonburi FC      | 20          | 4     |
| 2017–     | Bangkok United   | 160         | 23    |

### Selección nacional
Debutó con Tailandia el 15 de junio de 2013 en un partido amistoso ante China en Hefei, donde también anotó su primer gol con la selección. También jugó para la selección sub-23 en dos ediciones de los juegos del Sudeste Asiático y los Juegos Asiáticos de 2014.

## Logros

### Club
- Thai Division 1 League: 2015
- Thailand Champions Cup: 2023

### Selección nacional
- Sea Games: 2013
- AFF Championship: 2016, 2020
- King's Cup: 2017